# Pommery
Pommery — французский винодельческий дом шампанских вин, находящийся в городе Реймс.

## История
При своём основании в 1858 году дом получил имя Pommery & Greno. Основателями стали Александр Луи Поммери (фр. Alexandre Louis Pommery) и Нарцисс Грено (фр. Narcisse Greno), а основным видом деятельности торгового дома поначалу была торговля шерстью.
После смерти Александра Луи управление домом взяла в свои руки его вдова Луиза Поммери, и предприятие стало заниматься исключительно производством шампанских вин. Вскоре бренд Pommery стал одной из самых известных и крупнейших марок шампанского вина в регионе Шампань. 
С 1991 по 2002 год дом принадлежал LVMH.
Начиная с 2002 года домом Pommery владеет компания Vranken-Pommery Monopole (штаб-квартира в городе Эперне), в чьей собственности также находятся дома Heidsieck & Co Monopole, Charles Lafitte и бренд Demoiselle.